# Swertia calcicola
Swertia calcicola är en gentianaväxtart som beskrevs av Kerr. Swertia calcicola ingår i släktet Swertia och familjen gentianaväxter. Inga underarter finns listade i Catalogue of Life.